# Telciu
Telciu é uma comuna romena localizada no distrito de Bistrița-Năsăud, na região histórica da Transilvânia. A comuna possui uma área de 291.42 km² e sua população era de 6269 habitantes segundo o censo de 2007.